# Heckeldora zenkeri
Heckeldora zenkeri là một loài thực vật có hoa trong họ Meliaceae. Loài này được (Harms) Staner mô tả khoa học đầu tiên năm 1941.